# Гобелич, Марко
Марко Гобелич (серб. Марко Гобељић / Marko Gobeljić; род. 13 сентября 1992, Кралево, Союзная Республика Югославия) — сербский футболист, игрок клуба «Црвена звезда» и национальной сборной Сербии. Является универсалом, способным сыграть на большом количестве позиций на поле.

## Карьера
Гобелич начал заниматься футболом в местной школе «Бубамара 1991», откуда позднее перешёл в «Слогу». За взрослую команду клуба из родного города он выступал в период с 2010 по 2014. В своём первом же сезоне Марко с командой занял первое место в таблице Сербской лиги Запад, поднявшись во второй по значимости дивизион в сербском футболе, — Первую лигу Сербии. В этом соревновании он провёл 89 встреч и забил 6 голов. По ходу сезона 2013/14 Гобелич получил капитанскую повязку. В своём родном клубе Гобелич сменил большое количество позиций, чаще всего выступая в роли полузащитника, либо правого защитника.
Перейдя в крушевацкий «Напредак» летом 2014, Гобелич подписал свой первый профессиональный контракт в карьере. В этом же году Марко дебютировал в Суперлиге Сербии, но уже по окончании того сезона его клуб выбыл в Первую лигу, после поражения в стыковых матчах от команды «Металац» из Горни-Милановаца. Спустя сезон клуб вернулся в высший дивизион страны, а Гобелич попал в символическую сборную Первой лиги того сезона по версии издания Спортски журнал. В сезоне 2016/17 Суперлиги Сербии тренеры Драган Иванович и Вук Рашович чаще всего использовали Гобелича в нападении, где он действовал в качестве оттянутого или крайнего нападающего, отметившись таким образом большим количеством голов и голевых передач. В том числе по одному мячу он забил во встречах против «Црвены звезды» и против «Партизана».
В 2016 и начале 2017 тогдашний главный тренер сборной Сербии Славолюб Муслин вызывал Гобелича в национальную сборную, составленную из игроков местного чемпионата, на встречи с командами Катара и Соединённых Штатов Америки.
Летом 2017, перед началом нового сезона, Гобелич подписал трёхлетний контракт с «Црвеной звездой». В том же году со своим новым клубом завоевал путёвку в групповой этап Лиги Европы. Тренер Владан Милоевич использовал его на нескольких позициях. Помимо остальных, во встречах против «Краснодара», Гобелич входил в игру как замена левого защитника. Позднее он своё первое Вечное дерби отыграл на той же позиции. По окончании сезона Гобелич награждён как член команды, завоевавшей трофей, предназначенный победителю Чемпионата Сербии по футболу. В начале следующего сезона, он с командой квалифицировался в групповой этап Лиги чемпионов, чего «Црвена звезда» добилась впервые с тех пор, как соревнование носит это название.
26 сентября 2018 во встрече между крушевацким «Напредком» и «Црвеной звездой», Гобелич отметился голом, который оценен как наиболее эффективный и один из наиболее красивых в его карьере. В мае 2019 защитил титул чемпиона Сербии с «Црвеной звездой».

## Достижения
«Црвена Звезда»
- Чемпион Сербии (4): 2017/18, 2018/19, 2019/20, 2020/21.
- Кубок Сербии (1): 2020/2021